# Aumontzey
Aumontzey korábbi község Franciaországban, Vosges megyében. Lakosainak száma 481 fő (2018. január 1.). Aumontzey Jussarupt, Laveline-devant-Bruyères, La Chapelle-devant-Bruyères, Granges-Aumontzey és Granges-sur-Vologne községekkel határos.
2016. január 1-jén Granges-sur-Vologne korábbi községgel egyesült és az így létrejött Granges-Aumontzey új község része lett.

## Népesség
A település népességének változása:
| Lakosok száma | 469  | 459  | 505  | 450  | 436  | 473  | 481  | 480  | 487  | 481  |
|               | 1962 | 1968 | 1975 | 1982 | 1990 | 2008 | 2013 | 2015 | 2017 | 2018 |